# Rena Sofer
Rena Sherel Sofer (ur. 2 grudnia 1968 w Arcadia w stanie Kalifornia) – amerykańska aktorka filmowa i telewizyjna.

## Filmografia
- Inny świat (serial telewizyjny; 1987)
- Loving (serial telewizyjny; 1988)
- Obcy wśród nas (1992)
- Szpital miejski (serial telewizyjny; 1996)
- Karolina w mieście (serial telewizyjny; 1996)
- Kroniki Seinfelda (serial telewizyjny; 1997)
- Glory, Glory (film telewizyjny; 1998)
- Ellen (serial telewizyjny; 1998)
- Oni, ona i pizzeria (serial telewizyjny; 1998)
- Strażnik czasu (1998)
- Zakazany owoc (2000)
- Spin City (serial telewizyjny; 2000)
- Traffic (2001)
- Nie ma sprawy (serial telewizyjny; 2001)
- Kronika nie z tej ziemi (serial telewizyjny; 2001–2002)
- Przyjaciele (serial telewizyjny, sezon 8 odcinek 21; 2002)
- Carrie (film telewizyjny; 2002)
- CSI: Kryminalne zagadki Miami (serial telewizyjny; 2003)
- Ja się zastrzelę (serial telewizyjny; 2002–2003)
- Ślepa sprawiedliwość (serial telewizyjny; 2005)
- 24 godziny (serial telewizyjny; 2007)
- Herosi (serial telewizyjny; 2006–2007)
- Zaklinacz dusz (serial telewizyjny; 2008)
- Seks, kasa i kłopoty (serial telewizyjny; 2009)
- Detektyw Monk (serial telewizyjny; 2009)
- Zabójcze umysły (serial telewizyjny; 2009)
- Kości (serial telewizyjny; 2010)
- Dwóch i pół (serial telewizyjny; 2010)
- Agenci NCIS (serial telewizyjny; 2010)
- Medium (serial telewizyjny; 2010)
- Żona bliźniego twego (film telewizyjny; 2011)
- Dawno, dawno temu (serial telewizyjny; 2013) jako królowa Eva
- Moda na sukces (serial telewizyjny; od 2013)